# Нагель (Фіхтельгебірге)
Нагель (нім. Nagel) — громада в Німеччині, розташована в землі Баварія. Підпорядковується адміністративному округу Верхня Франконія. Входить до складу району Вунзідель. Складова частина об'єднання громад Трестау.
Площа — 7,79 км2. Населення становить 1701 ос. (станом на 31 грудня 2020).